# Cris Ortega
Cris Ortega (Valladolid, 1980) es una pintora, escritora y autora de cómic española. Su estilo es una mezcla de realismo y manga, un semi-realismo un poco oscuro. Forgotten, una de sus obras principales, combina elementos góticos y románticos, así como una mezcla de terror y fantasía.

## Biografía
Desde su infancia, se interesó por el arte y la literatura, más específicamente en el género de terror. En 1999 realizó su primer cómic sobre una historia que ya había escrito varios años antes.
Estudió la carrera técnico superior en ilustración en la Escuela de Arte de Valladolid; ymientras realizaba sus estudios comenzó a publicar en revistas locales y extranjeras. En ese momento también trabajó como profesora de dibujo y presentó sus dibujos en varias exposiciones y galerías de arte. Al final de sus estudios, Cris Ortega trabajó por primera vez como directora de arte para una agencia de publicidad llamada Sm2, mientras continuaba con la ilustración. Dedicó todo su tiempo libre a hacer portadas de libros y publicar la antología del cómic Shade. Durante esos años trabajó en diseño gráfico, publicidad, diseño de figuritas, juegos de rol, videojuegos, cómics. Siempre anclada en el mundo de la fantasía y el terror, fue también claramente influenciada por el mundo del manga, también la influencia del anime se puede ver en sus ilustraciones.
En 2005 comenzó a trabajar como ilustradora para la editorial Norma, publicó para ellos durante un año y medio. Y luego publicó su primera serie de colecciones de imágenes asociadas con cuentos, incluido Forgotten. En 2007, el primer volumen de Forgotten se publica en España. Se traducirá posteriormente en varios idiomas, como francés, inglés, italiano y alemán. Forgotten consta de cuatro historias que combinan elementos góticos y elementos románticos.

## Obra

### Libros
- Forgotten 1: El Reino sin nombre, Norma, 2007; contiene: El alma de la araña, Rosa salvaje, La caja de música y El canto de Lorelei.[2]
- Forgotten 2: El Portal de los Destinos, Norma, 2008; contiene: La Mélodie spectrale, Le Cri perçant de la 'Banshee', Lettres dans l'obscurité y La Rose des vents.[2]
- Forgotten 3: Las Colinas del Silencio, Norma, 2010; contiene: Le Cortège d'âmes en peine, Quand décembre vient, l'Anneau de corail y La Fontaine de la lune.[2]
- Nocturna, Imagica, 2011.[3]
- Reflejos, recopilación. 2014.[3]

### Colaboraciones
- Exotique, Ballistic Publishing, 2005
- In Dark Alleys, (Brian St. Claire-King), Vajra Entreprises, 2006
- Exotique 2, Ballistic Publishing, 2006
- Shade, (Lia Fiengo, Cris Ortega, Studio Kawaii, Hokane, Van Duran, Maria Abagnale, Ruui Eyvm), 2005
- Spectrum 14, Underwood Books, 2007
- Solidary King Kong, Scfiworld, 2008
- Exotique4, Ballistic Publishing, 2008
- Ecos de Azurëa volume 1, (Manuel F. Bueno), Mundos Épicos, 2009
- Exotique 5, Ballistic Publishing, 2009
- Spectrum 16, Underwood Books, 2009
- Woman in the shadow, 2009
- Drakaina Masters, SPQP artbook, 2010
- Art Squared digital painters 2, Rage Publishing, 2010
- Vampires The illustrated world of darkness, Norma, 2010
- Spectrum 18, Underwood Books, 2011[1]
- Exotique 7, (Mario Wisibono), Ballistic Publishing, 2011[1]
- Donde los árboles cantan(Laura Gallego), SM, 2011
- Chopper 1, (Martin Chapiro, Juan Ferreyra) Asylum press, 2011
- TBO 4 Japon, Dibbuks, 2011
- D'artiste character design, Ballistic Publishing, 2011
- Allia 6, 2011
- Crónicas de sombras. Los elegidos, novela de Lucía González Lavado; ilustraciones de Cris Ortega. 2012.[4]
- El Pensamiento hibernado, ilustración junto al relato de Desiree Bressend para la antología de Fuenlabrada Distópica.[5] 2018.